# Мандайлингнатал
Мандайлингнатал (индон. Mandailing Natal) — округ в провинции Северная Суматра. Административный центр — город Паньябунган.

## История
Округ был выделен в 1999 году из округа Южное Тапанули.

## Население
Согласно оценке 2010 года, на территории округа проживало 403 894 человек.

## Административное деление
Округ делится на следующие районы:
- Батахан
- Батанг-Натал
- Букит-Малинтанг
- Хута-Баргот
- Котанопан
- Лембах-Сорик-Мерапи
- Линга-Баю
- Муара-Батанг-Гадис
- Муара-Сипонги
- Нага-Джуанг
- Натал
- Пакантан
- Паньябунган-Барат
- Паньябунган-Кота
- Паньябунган-Селатан
- Паньябунган-Тимур
- Паньябунган-Утара
- Пунчак-Сорик-Мерапи
- Ранто-Баэк
- Сиабу
- Синунукан
- Тамбанган
- Улу-Пунгкут